# Pedobear
Pedobear (クマー, Kumā) est un personnage fictif récurrent sur Internet, ou mème Internet, apparu pour la première fois sur le site web japonais 2channel.
Il s'agit d'un ours représentant ironiquement la pédophilie, généralement évoqué pour y faire référence par dérision. Son nom, d'origine anglophone, peut se traduire librement par « pédo-ours ». Il a été popularisé en 2005 par le forum de discussion 4chan, et a depuis essaimé un peu partout sur Internet.

## Origines
Pedobear apparaît la première fois sous la forme d'un ASCII Art posté par ぶる ~ 3 le 27 février 2003 sur l'imageboard japonais 2channel. Il était originellement nommé クマー (Kumā) et n'avait aucun rapport avec la pédophilie, mais était plutôt utilisé pour souligner l'intention évidente d'un membre de créer une discussion polémique (troll).

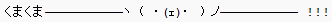
Portait du Pedobear en ASCII Art, posté par l'utilisateur « ぶる ~ 3 » sur le site 2channel.

Il est repris par les utilisateurs lors des débuts de l'imageboard 4chan. Il n'est pas alors utilisé pour inciter à la pédophilie, mais pour se moquer des animes qui tendent à montrer des jeunes filles en costume très révélateur (lolicons). 
Il ne sera réellement associé à la pédophilie qu'en février 2005, avec la parution d'un article sur le site Urban Dictionary le présentant comme un personnage utilisé par les pédophiles et leur permettant de partager leurs fantasmes.

## Représentations récurrentes
Pedobear apparaît le plus souvent sur des photos de la vie quotidienne, avec comme point commun la présence d'enfants ou de jeunes adolescents. Ces images sont réalisées grâce à des logiciels de retouche d'image et envahissent les forums et les imageboards.
De manière générale, Pedobear est représenté comme observant ou traquant l'enfant, surgissant derrière un élément du décor. Il peut également être seul sur l'image, par exemple mis en scène au volant d'un camion de glaces ou d'un bus scolaire.
On compte de nombreuses versions encadrées de noir sous forme de poster de motivation accompagné d'un texte pour tourner en dérision l'image même, et il existe plusieurs variantes d'un sceau humoristique, destiné à dénoncer ou tourner en dérision les vidéos et images mettant en scène des enfants ou très jeunes adolescents dans des tenues ou poses suggestives. Il s'agit généralement d'un logo rond représentant Pedobear avec diverses mentions comme  « Pedobear Approved! » (« approuvé par Pedobear ») ou encore « Pedobear seal of approval » (littéralement, « sceau d'approbation Pedobear »).
Le personnage de Pedobear connut un grand succès en février 2010 après avoir été publié par erreur dans le journal polonais Gazeta Olsztynska (en) aux côtés des trois mascottes officielles des Jeux olympiques d'hiver de 2010 à Vancouver.
La présence accidentelle du personnage de Pedobear dans les médias, telle que dans l'article « Is Obamania Over? » de Takimag ou sur la couverture du magazine automobile Import Tuner, a aussi été relevée de nombreuses fois.
Dans Garry's Mod, il existe un mode de jeu téléchargeable sous le nom de Pedobear Escape, le but du jeu étant d'échapper aux Pedobears qui apparaissent et pourchassent les joueurs à chaque round, le dernier en vie gagne le round.